# Evarcha petrae
Evarcha petrae là một loài nhện trong họ Salticidae. Loài này được phát hiện ở Thái Lan.